# Rareș Ilie
Rareș Andrei Ilie (* 19. April 2003 in Bukarest) ist ein rumänischer Fußballspieler. Der Offensivspieler steht seit 2022 bei OGC Nizza unter Vertrag, ist aber momentan an US Catanzaro 1929 verliehen.

## Karriere

### Verein
Ilie entstammt der Jugendabteilung des rumänischen Hauptstadtvereins Rapid Bukarest. Als 17-Jähriger rückte er dort im Sommer 2020 in die erste Mannschaft auf, die in der zweiten Liga antrat, und kam dort in der folgenden Spielzeit 2020/21 regelmäßig zum Einsatz. Am Saisonende stieg er mit der Mannschaft in die erste Liga auf. In der anschließenden Saison 2021/22 konnte er sich dort nach der Winterpause nach zunächst einigen Wechseln zwischen Startelf und Ersatzbank ab dem Frühjahr 2022 dauerhaft als Stammspieler durchsetzen, wobei ihm in der Spielzeit in 36 Spielen insgesamt sechs Tore und zehn Torvorlagen gelangen.
Im Sommer 2022 wechselte er für eine Ablösesumme von rund fünf Millionen Euro zum französischen Erstligisten OGC Nizza. Nachdem er in der Hinrunde der anschließenden Saison 2022/23 dort in lediglich acht Pflichtspielen zum Einsatz gekommen war – davon vier in der Liga und vier weitere in der Qualifikation und der Hauptrunde der UEFA Europa Conference League –, verlieh ihn der Verein Anfang Februar 2023 bis zum Sommer an den israelischen Erstligisten Maccabi Tel Aviv. Im Sommer 2023 verlieh ihn OGC Nizza für ein Jahr weiter in die Schweiz zum dortigen Erstliga-Aufsteiger und Partnerverein FC Lausanne-Sport. Nach seiner Rückkehr kam er zu zwei weiteren Kurzeinsätzen in der Ligue 1 für Nizza, bevor ihn im Januar 2025 US Catanzaro 1929 aus der italienischen Serie B für den Rest der Saison mit Kaufoption auslieh.

### Nationalmannschaft
Im März 2021 bestritt Ilie zwei Länderspiele mit der rumänischen U18-Nationalmannschaft, ehe er ab Juni desselben Jahres in die U19-Auswahl aufrückte. Mit dieser nahm er im Sommer 2022 an der U19-Europameisterschaft teil und stand in zwei der drei Vorrundenspiele in der Startelf, ehe die Mannschaft aus dem Turnier ausschied. Im November 2021 debütierte er zudem auch bereits in der U21-Nationalmannschaft, spielte aber zunächst weiterhin vorrangig in der U19-Mannschaft und gehörte erst ab dem Frühjahr 2023 wieder regelmäßig dem Kader der U21-Auswahl an. Mit der Mannschaft nahm er 2025 an der U21-Europameisterschaft teil und bestritt dort bis zum Vorrundenaus der Mannschaft alle drei Gruppenspiele.